# Citronsyra

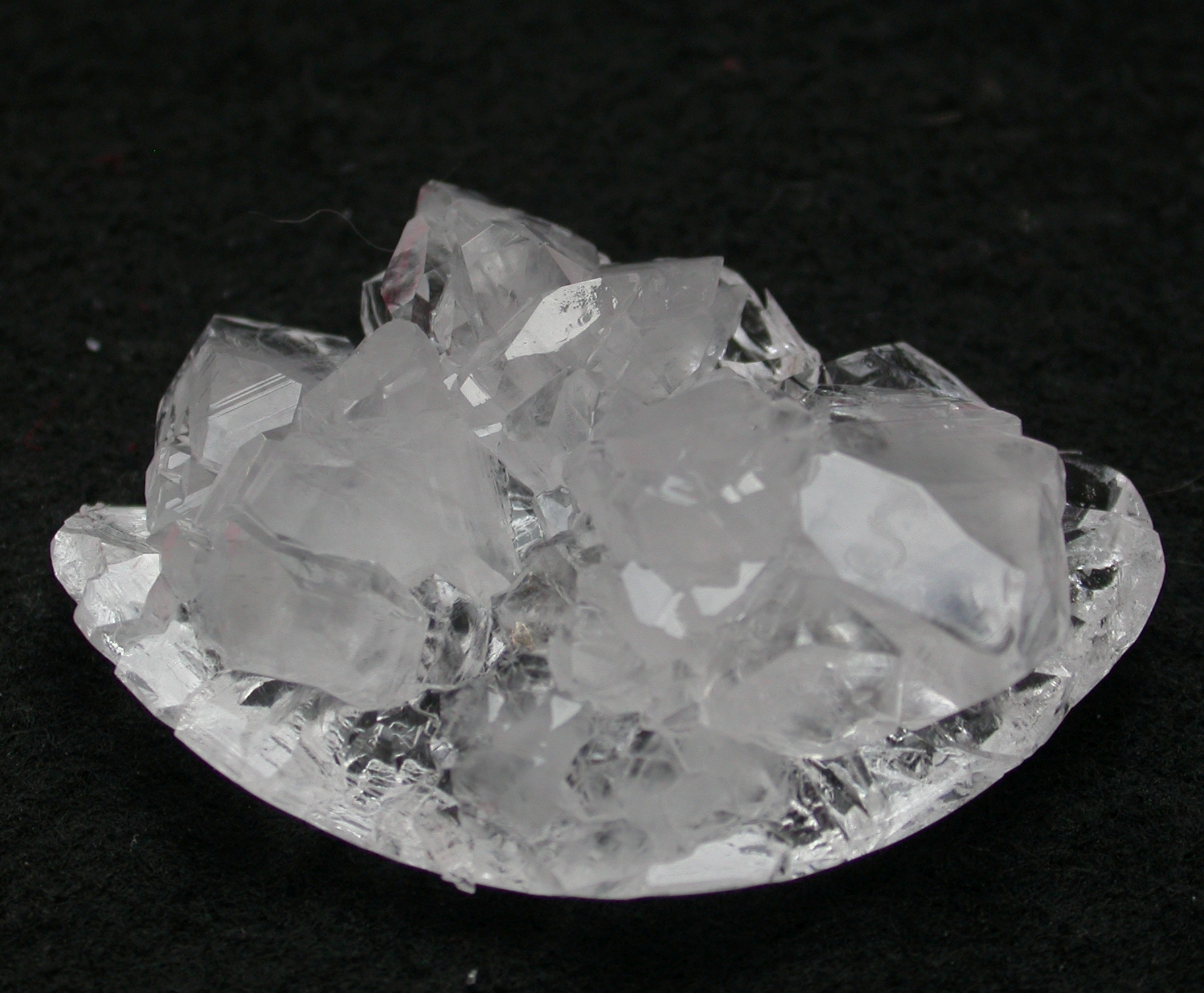
Citronsyra

Citronsyra (av latinets Acidum citricum) är en karboxylsyra med summaformeln C6H8O7. Den finns naturligt i bland annat citroner och produceras i vävnaden hos djur. Syran tillsätts ofta i livsmedel och hygienartiklar som antioxidationsmedel, för att förhindra att fett härsknar och att bevara vitaminer.

## Definition och namn
Citronsyra är även känt under det kemiska namnet 2-hydroxi-1,2,3-propantrikarboxylsyra. Citronsyrans salter och estrar kallas citrater.

## Användning
Citronsyra tillsätts ofta i livsmedel och hygienartiklar som antioxidationsmedel, för att förhindra att fett härsknar och att bevara vitaminer. Inom livsmedelsindustrin används citronsyra som surhetsreglerande medel med E-nummer 330. Den används även som smaksättning.
Citronsyra är förhållandevis stark för att vara en karboxylsyra och används därför även som rengöringsmedel, exempelvis vid rengöring av badkar och toaletter. Den används även till att ta bort rost från stål.
Syran har även fått användning inom fotografering. Där används den som konserveringsmedel i vissa framkallare, för att avlägsna den gulslöja som kan uppstå vid framkallning med pyroframkallare och vid tillverkning av klorsilverpapper för att dessa ska bli mer hållbara.

## Förekomst och framställning
Citronsyra förekommer naturligt i många (sura) frukter och bär, inklusive i betor och citroner. Ämnet produceras i viss mån också i vävnaden hos människan och andra djur.

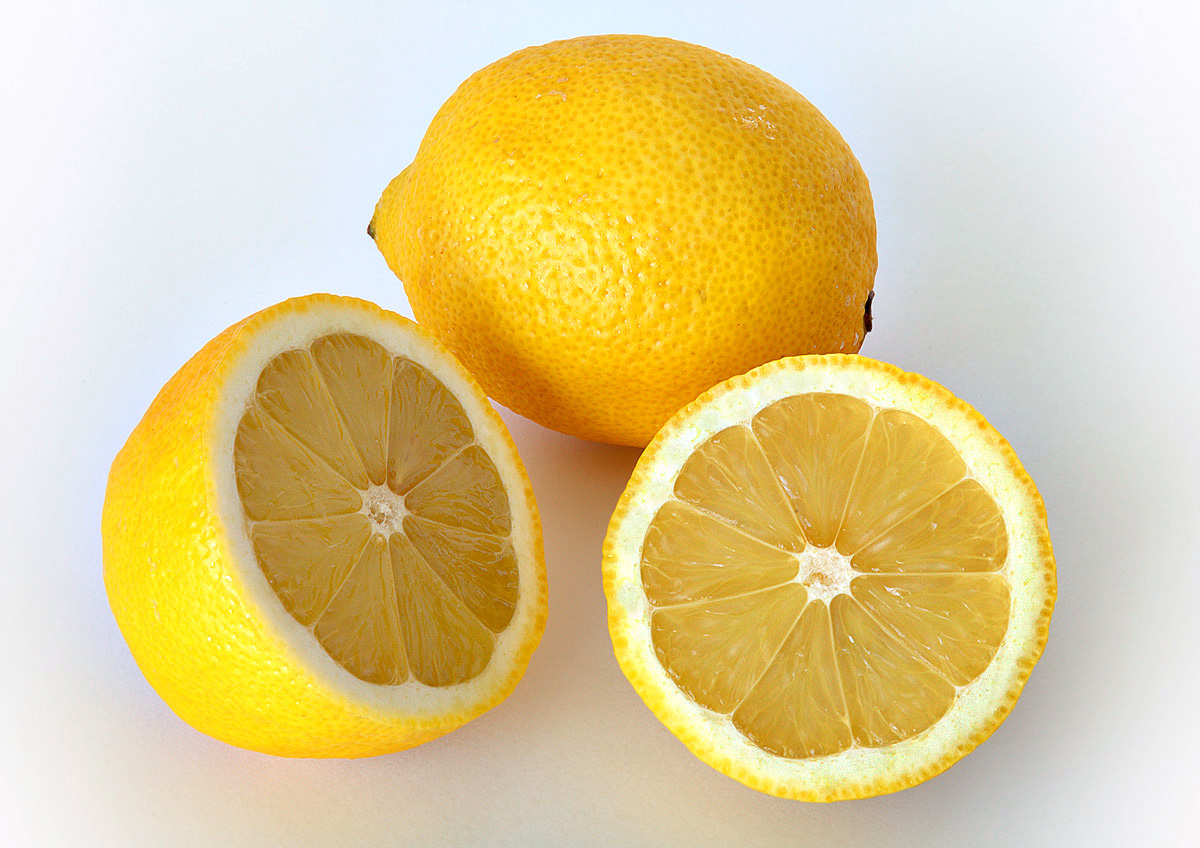
Citroner, apelsiner och andra citrusfrukter har höga halter av citronsyra.

Citronsyra kan utvinnas ur bland annat omogna citroner och andra (citrus)frukter med höga halter av citronsyra. Den framställs dock oftare genom jäsning på sockerlösningar, med hjälp av svartmögelsvampen (borstmögelsvampen) Aspergillus niger som producerar syran. Alternativt kan någon av de två jästsvamparna Candida guiller-mondii eller Candida lipolytica nyttjas i processen. Sockerlösningen (substratet) kan bestå av sukros, melass, majssirap, stärkelse som genomgått behandling eller paraffin.
Enbart stammar av mögelsvampen som inte producerar toxiner används. Mögelsvampen tas bort från lösningen, och citronsyra isoleras genom utfällning med kalciumhydroxid eller genom extraktion med lösningsmedel. Detta ger kalciumcitratsalt, från vilket citronsyra erhålles genom behandling med svavelsyra (då utkristalliserar citronsyran).

### Kontrovers
Framställning med hjälp av svartmögel är över hundra år gammal. Den har numera (tidigt 2000-tal) helt ersatt den extraktion ur citroner som i början av 1900-talet var den enda metoden att tillverka citronsyra.
Jäsningsprocessen är en beprövad metod som enligt Den europeiska livsmedelssäkerhetsmyndigheten (EFSA) är säker ur allergisynpunkt. Trots detta har citronsyran under senare år uppmärksammats som en möjlig källa till livsmedelsöverkänslighet hos vissa människor. Hittills har dock inga vetenskapliga bevis framställts som stödjer teorin, och eftersom citronsyra inte är ett protein kan själva citronsyran inte vara orsak till allergi.